# Andrei Zakharov
Andrei Aleksandrovich Zakharov (tiếng Nga: Андрей Александрович Захаров; sinh ngày 15 tháng 8 năm 1998) là một cầu thủ bóng đá người Nga thi đấu cho FC Chertanovo Moskva.

## Sự nghiệp câu lạc bộ
Anh có màn ra mắt tại Giải bóng đá chuyên nghiệp quốc gia Nga trong màu áo của FC Chertanovo Moskva vào ngày 20 tháng 7 năm 2015 trong trận đấu với F.K. Lokomotiv Liski.